# Cevdet Sunay

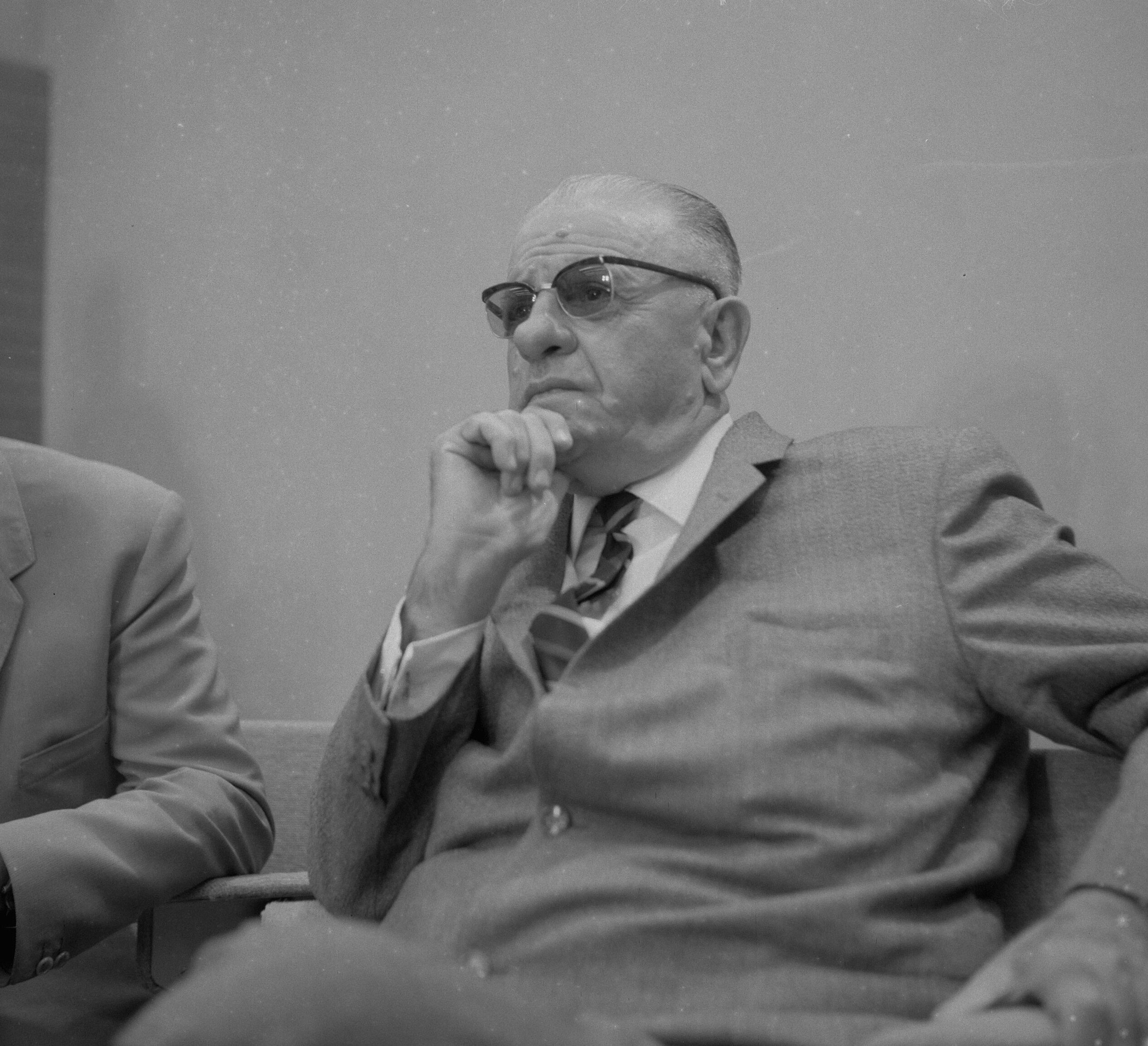
Cevdet Sunay (1964)

Cevdet Sunay (* 1899 in Trabzon; † 22. Mai 1982 in Istanbul) war ein türkischer Offizier und Politiker, der vom 28. März 1966 bis zum 28. März 1973 als 5. Staatspräsident der Türkei amtierte.

## Leben
Cevdet Sunay wurde 1899 in Trabzon (Trapezunt) geboren. Nach dem Besuch der Grundschule und der Mittelschulen in Erzurum, Kirkuk (heute: Irak) und Edirne machte er seinen Abschluss an der Kuleli-Militärhochschule in Istanbul. Während des Ersten Weltkrieges kämpfte er 1917 als Soldat an der Front in Palästina, ehe er 1918 in Ägypten in britische Gefangenschaft geriet. Nach seiner Entlassung aus der Kriegsgefangenschaft kämpfte er im Türkischen Befreiungskrieg, zunächst an der Südfront und später an der Westfront.
Sunay schloss seine militärische Ausbildung 1927 ab und graduierte 1930 an der Militärakademie zum Stabsoffizier. Nach mehreren Offiziersrängen wurde er 1949 zunächst zum Brigadegeneral und 1959 schließlich zum General ernannt. Er bekleidete wichtige militärische Posten, 1960 wurde er Oberkommandierender der Landstreitkräfte und später auch Generalstabschef. Am 14. März 1966 wurde er während der Präsidentschaft Cemal Gürsels in den Senat, das Oberhaus des Parlaments, berufen, um seine spätere Wahl zum Staatsoberhaupt zu ermöglichen.
Nach vorzeitiger Beendigung der Amtszeit von General Gürsel aufgrund dessen schlechten Gesundheitszustandes wurde Sunay am 28. März 1966 von der Nationalversammlung zum fünften Staatspräsidenten der Türkei gewählt. Damit fügte sich die regierende konservative Gerechtigkeitspartei von Ministerpräsident Süleyman Demirel dem Willen des Militärs, das 1960 unter Gürsel geputscht hatte. Trotz zunehmender Terrorismusaktivität, Studentenunruhen und steigender Putschgefahr blieb Sunay bis zum regulären Ende der Amtsperiode am 28. März 1973 Präsident des Landes. Der vom Militär für Sunays Nachfolge auserkorene General Faruk Gürler scheiterte jedoch im Parlament, da die großen Parteien dem Ex-Admiral Fahri Korutürk den Vorzug gaben.
Nach seinem Ausscheiden aus dem Präsidentenamt war General Sunay aufgrund der Bestimmungen der Verfassung Senator auf Lebenszeit, bis der Senat durch den Militärputsch von 1980 abgeschafft wurde.
Cevdet Sunay war seit 1929 mit Atıfet verheiratet, mit der er drei Kinder hatte. Sunay starb am 22. März 1982 in Istanbul. Seine letzte Ruhestätte fand er schließlich im August 1988 auf dem neugebauten Türkischen Staatsfriedhof in Ankara.